# Марко Антоније
Марко Антоније (лат. Marcus Antonius; 14. јануар 83. п. н. е. — 1. август 30. п. н. е.) био је римски државник и војсковођа. Антоније је остао упамћен као пре свега као једна од водећих личности у време последње фазе грађанских ратова у Риму која се завршила управо његовим поразом у бици код Акцијума и успостављањем Августовог принципата. Антонијева љубавна веза са краљицом Египта, Клеопатром доцније ће постати предмет инспирације за бројне уметнике.

## Младост
Антоније је рођен између 86. и 83. п. н. е. као најстарији син Марка Антонија Критског (Creticus) и Цезарове рођаке Јулије. Отац му је умро недуго након што су га Крићани тешко поразили 74. године, тако да је на Јулију Антонију пало да подиже њихова три сина: Марка, Луција и Гаја. Антонијева мајка се убрзо преудала за Публија Корнелија Лентула Суру, али је 63. године остала и без другог супруга пошто је Сура погубљен као учесник у Каталининој завери. По каснијој традицији, Марко Антоније је растао без родитељског ауторитета и врло рано се одао различитим пороцима попут коцкања и опијања. Да би избегао своје поверенике отишао је у Атину на студије реторике. Ту је ступио у службу римског намесника Сирије Аула Габинија (57—55.) са којим је учествовао у ратовима на Истоку. Антоније је пратио Габинија у походима у Јудеји, где је подржан јерусалимски првосвештеник Антипатер (отац Ирода Великог) против легитимне династије Хазмонеја, и у Египту, где су римске трупе омогућиле да се на краљевски престо врати Птолемеј XII Аулет. Приликом свог првог боравка у Египту 55. године, Антоније је посетио Александрију и први пут видео краљеву ћеркицу Клеопатру, тада девојчицу од око 14 година.

## У Цезаровој сенци
У Габинијевим источним походима Антоније се показао као врстан командант коњице и 54. године се, вероватно по препоруци Габинија, који је био Цезаров присталица, придружио Цезаровом штабу током Галских ратова. Цезар је у Антонију стекао оданог следбеника и поверљивог војсковођу, иако није увек имао само хвалу за Антонијев карактер. Као Цезаров штићеник, Антоније је 52. године постао квестор и све до 50. године је обављао службу Цезаровог легата (заменика у војним пословима). Најзад, Антоније је изабран за народног трибуна за 49. годину, на положај који је у последњем веку Римске републике доносио велика овлашћења. У јануару 49. године сенат је наредио Цезару да се врати као приватно лице у Рим, али су Антоније и његов колега Квинт Касије затражили да се исто затражи и од Помпеја. Након тога, оба трибуна су избачена из сената и морали су да побегну из Рима прерушени у робове. Трибуни су отишли Цезару у Цисалпинску Галију (данашња Ломбардија) и Цезар је прогон народних трибуна представио као политичко насиље због кога је прешао Рубикон и повео војску на Рим.
У грађанском рату који је уследио Антоније је прво током четрдесетодневног Цезаровог похода у Хиспанији остао у Италији као Цезарев заменик. Код Фарсале (48. год.), где је Гнеј Помпеј одлучујуће поражен, Антоније је командовао левим крилом Цезареве војске. Након тога, Цезар, сада диктатор, именује Антонија за свог заповедника коњице (magister equitum), формално гледано другог човека у државној хијерархији. Током даљих Цезаревих ратова са помпејевцима, Антоније је остао по страни све до 44. године. Изгледа да се није показао као довољно компетентан администратор у Италији 47. године. Најзад, 44. године постаје конзул и колега у Цезаревом петом конзулату. Иако је одраније био упознат са различитим плановима које су римски оптимати ковали против Цезара, Антоније је до краја остао веран свом заштитнику. На Мартовске иде (15. март) 44. године, Цезар је убијен од стране присталица републике. Парадоксално, Антонијев успон почиње баш након убиства његовог доброчинитеља.

## Цезарово наслеђе
Завереници су убили Цезара из идеализма прижељкујући обнову древне републике. Бар на речима нису желели и обрачун са Цезаревим присталицама да не би рескирали нови грађански рат. Међутим, расположење међу становницима Рима и у војсци било је другачији и као Цезарови следбеници у јавности у први план избијају Антоније, изабрани конзул за 44., и заповедник коњице Лепид. Антоније је вешто одржао мир и предложио компромисно решење: да се Цезарева дела и закони потврде у сенату, а да се његовим убицама не суди већ да се пошаљу далеко ван Италије на различите положаје у провинцијама. Антоније је затим додатно учврстио свој положај тако што је организовао јавни погреб и читање Цезареве опоруке. Над одром свог патрона одржао је чувени говор којим је распалио осветољубивост римске светине према цезароубицама. Али, када се чинило да је Антоније на врхунцу популарности, готово изненада се крајем априла 44. појављује озбиљан такмац у погледу Цезаревог наслеђа: Октавијан. Октавијан је био унук Цезареве сестре и његов најближи мушки рођак. Цезар је изгледа имао велике планове за њега и усинио га је у тестаменту. Из Аполоније (данас Валона у Албанији), где је боравио са Цезаревим легионарима, Октавијан стиже преко Бриндизија у Рим праћен ветеранима и већ овенчан ореолом јединог и правог Цезаревог наследника. Између плаховитог Антонија и младог (19 година), али рационалног Октавијана долази до првих сукоба: Антоније је утајио Октавијаново наслеђе и разделио га народу у циљу подизања сопствене популарности. Антоније и Октавијан окупљају приватне војске, и они и цезароубице покушавају да се домогну надзора над провинцијама са бројном војском и/или важним стратешким положајем. Октавијан критикује Антонијеву недоследност у односу на цезароубице, а Цицерон, по узору на Демостена, издаје низ Филипика управљених против Антонија. Крајем 44. године Антонијев конзулат је при крају и он покушава да обезбеди себи управу над Цисалпинском Галијом одакле би лако надзирао Италију. Док са Истока стижу вести да је Брут преузео команду над Македонијом, а Касије над Сиријом, половином новембра Антоније креће да одузме Цисалпину Дециму Бруту, још једном од уротника.
Антонијево одсуство сенат користи да га прогласи за државног непријатеља и шаље против њега војску предвођену конзулима и младим Октавијаном, коме је упркос годинама и неискуству дат пропреторски империјум тј овлашћења бившег претора. Сенат чак Касију и Бруту даје команду над свим источним провинцијама. У даљим сукобима, познатим као Мутински рат, оба конзула гину, Антоније се повлачи ка Нарбонској Галији, Децим Брут остаје утврђен у Мутини (данашња Модена), а Октавијан са укупно осам легија креће на Рим и намеће се као конзул за 43. годину. У Нарбонској Галији Антоније и Лепид склапају савез и окупљају војску, а Октавијан, свестан да Брут и Касије располажу са 19 легија, мири се са Антонијем. Захваљујући Октавијану, Марко Јуније Брут и Гај Касије Лонгин су проглашени за јавне непријатеље и укинута им је амнестија, која је пак обезбеђена за Лепида и Антонија. Најаву даљег приближавања цезароваца главом плаћа Децим Јуније Брут који је убијен у бекству из Мутине.

## Други тријумвират
Најзад, Антоније, Октавијан и Лепид склапају Други тријумвират на основу међусобног споразума постигнутог у Бононији (данашња Болоња). За разлику од Првог, Други тријумвират је био јавни споразум између три моћника који је потврдила народна скупштина 27. новембра 43. године (lex Titia). Тријумвири овлашћени да уреде државу (tres viri rei publicae constituendae) добили су овлашћења на пет година са циљем да окончају грађански рат. Њихов договор је одређивао нове магистрате, као и спискове неподобних које је требало погубити или прогнати и одузети им имовину. Ове проскрипције показале су се нарочито суровим, стадало је три стотине сенатора (међу којима и Цицерон) и преко две хиљаде припадника коњаничког сталежа, а тријумвири су постигли главни циљ-прикупили су довољно средстава за будући обрачун са цезароубицама и збрињавање ислужених војника. Проскрипције су натерале велики број угледних и богатих људи да се склоне на Сицилију коју је у то време држао Секст Помпеј, Помпејев млађи син и вешт пират.
И поред великих тешкоћа, Октавијан и Антоније су успели да пребаце своје трупе преко Јадрана на Балкан у јесен 42. године. Октавијан се током даљих припрема разболео, тако да је Антоније преузео на себе већи део послова војсковође. Антоније је са главнином војске отишао у Амфипољ, који је његова претходница већ утврдила. Војска цезароваца била је смештена у мочварном крају у околини Филипа и није могла рачунати на скори довоз намерница, тако да је Антоније покушао да противничкој страни наметне отворену битку што пре. Најзад му је то успело и у првом сукобу успео је да потисне Касијеву војску и заузме њихов табор. Иако је исход битке био у ствари неодлучан, пошто је Брут поразио лево крило цезароваца, али је разочарани Касије извршио самоубиство. Међутим, битка код Филипа је у ствари решена у другом сукобу на који су Брута натерали његови нестрпљиви војници три недеље касније. Овога пута Октавијанове легије су однеле превагу, а Антоније је у општем расулу успешно заузео непријатељске логоре и послао коњицу да гони остатке непријатељске војске. Брут се склонио са пратњом у околна брда али је и он ускоро живот окончао самоубиством.
После Филипа Антонијева војничка слава била је на врхунцу. Победничке војсковође су између себе разделили провинције на рачун наводно нелојалног Лепида и преосталу војску. Већина легија је отпуштена, али су тријумвири задржали 11 легија. Октавијан је са пет легија и 4000 коњаника отишао у Италију са тешким задатком да обезбеди довољно земљишних поседа за збрињавање 100.000 војних ветерана. Антонију је остављена нешто већа војска од шест легија и десет хиљада коњаника и он се упутио на Исток где је од богатих хеленистичких градова требало да изнуди довољно новца који би био подељен отпуштеним војницима. Од западних провинција задржао је под својом контролом само Галију. Показаће се да је, по много чему, Антонијев избор био погрешан.

## Антоније и Клеопатра
Антоније је затим у Пергаму окупио провинцијалце и наложио им да порез који је дугован римској држави за претходних десет година исплате у року од две. Затим је наставио даље на исток решавајући спорове између градова и помажући оним римским клијентима које је Касијева владавина оштетила (нпр. Родосу). Најзад, у Тарсу је срео египатску краљицу Клеопатру VII која је изашла пред њега како би се оправдала за своје неучествовање у рату против цезароубица. Антички извори подвлаче да је Антоније био занет Клеопатрином разборитошћу и лепотом и да је убрзо постао њен љубавник и оруђе у борби за власт. По његовом наређењу Клеопатрина сестра и ривалка Арсиноја IV је убијена у Милету, а уклоњено је још неколико краљичиних непријатеља. Већ зиму 41./40. Антоније је провео у Александрији, али је почетком 40. морао да се врати на Запад. Клеопатру неће видети наредне четири године, као ни близанце које му је родила: Александра Хелија и Клеопатру Селену.
Октавијан се у међувремену вратио у Италију, послао Лепида у Африку и прионуо на посао поделе земље ветеранима. Задак је био врло тежак, пошто је требало раселити становнике са земље 16 средњоиталских градова који су обећани ветеранима, али је Октавијану обезбедио популарност код ветерана и војника, популарност која је била пресудна у освајању апсолутне власти. У ову поделу умешао се Антонијева супруга Фулвија и његов брат Луције, конзул из 42. год, покушавајући да обезбеде предност Антонијевим војницима и учврсте његову популарност у Италији. Размирице између Луција Антонија и Октавијана су прерасле у сукоб познат као Перузински рат који је најавио нови споразум између тријумвира.
Након пада Перузије, Октавијан је опростио Луцију, а Фулвији је дозвољено да оде из Италије у Атину где се састала са својим супругом почетком 40. године. Антоније се затим искрцао у Бриндизију и за тренутак је завладала опасност новог грађанског рата у Италији. Ипак, незадовољни војници су апеловали на своје војсковође и Антоније и Октавијан су склопили споразујм у Бриндизију. По овом споразуму, Октавијану су припале провинције западно од града Скодре (данашњег Скадра), а Антонију све источно од тог града. Поред тога, потврђено је да обе стране могу регрутовати војску у Италији. Пошто је Фулвија у то време преминула, Антоније је оженио Октавијанову сестру Октавију Млађу. Његова жеља била је да на Истоку исправи пораз тријумвира Краса и покрене велики поход против Парћана. Парћани су управо 40. године, користећи се Антонијевим одсуством, опустошили римску Сирију, али је наредне године Вентидије Бас успео да их трајније потисне. У међувремену, Антоније је боравио у Атини са својом новом супругом очекујући да му Октавијан омогући регрутацију и долазак нових легија. Наводно, сада се препустио породичном животу и у оделу приватног лица је обилазио јавне приредбе и филозофске школе. Краткотрајну идилу у Антонијевом животу увећало је и рођење ћеркице Антоније Старије 39. године. Како је Октавијан неуспешно заратио на господара Сицилије, Секста Помпеја, Антоније се са својим шураком састао у Таренту 37. године. Овога пута Октавијан је препустио Антонију две легије, а заузврат је добио сто двадесет бродова. Власт тријумвира, која је била на измаку, сада је, сходно договору, али без легитимне скупштинске процедуре, продужена на још пет година. Октавија је остала у Италији, а Антоније, у складу са старим амбицијама, отишао је поново на Исток.

## Од Тарента до Акцијума
Почетком 36. године Октавија је Антонију родила још једну ћерку Антонију Млађу. Антоније се у међувремену вратио Клеопатри са којом је свечано прославио склапање брака вероватно по египатским или македонским законима, али потпуно у супротности са римским обичајима и споразуму са Октавијаном. Крајем 36. Клеопатра му је родила још једно дете, сина по имену Птолемеј Филаделф.
Пре похода на Парћане, Антоније је реорганизовао клијентелске краљевине на Истоку. Између осталих, поставио је Ирода Великог за краља Јудеје. У пролеће 36. Антоније је повео војску од 60.000 легионара и помоћних одреда преко Јерменије на Парћане. Током похода римска војска је остала без опсадних справа и Антонијева опсада Фрааспе у Медији се завршила неуспешно. Најзад, уследило је тешко повлачење усред зиме и Антоније је изгубио трећину војске и, што се за Римљане сматрало великом срамотом, неколико легијских стегова. И Октавија и Клеопатра су припремиле резерве хране и одеће за пострадале војнике, али је Антоније прихватио само Клеопатрине дарове. Свој неуспех Антоније је приписао издаји јерменског краља Артавазда тако да је 34. освојио Јерменију, претворио је у римску провинцију и погубио вероломног краља. У јесен 34. по повратку из Јерменије, Антоније је још једном узбуркао јавно мњење у Риму пошто је у Александрији прославио тријумф. У току прославе попут хеленистичког монарха седео је на златном трону поред Клеопатре која је била обучена као Изида. Пред окупљеном масом је прогласио Цезариона (Птолемеја Цезара) за легитимног потомка Јулија Цезара, индиректно подсећајући да је Октавијан само усвојеник. Најзад, правдајући се својим тријумвирским овлашћењима, Антоније је разделио источне области и римске провинције својој и Клеопатриној деци: Александру Хелију Јерменију, Партију и Медију, Птолемеју Филаделфу Сирију и Киликију, а Клеопатри Селени Киренаику и Либију.
Октавијан је, за разлику од Антонија, тих година забележио само успехе. Поразио је Секста Помпеја и натерао Лепида да се повуче са положаја тријумвира. Читава 33. п. н. е. прошла је у међусобном оптуживању двојице моћника, а крајем године тријумвиратска овлашћења су истекла. Октавијан је ипак стекао одлучујућу превласт у Италији, иако без правног основа, и обезбедио је себи конзулат за 31. године. Конзули за 32. били су Антонијеве присталице, али они нису могли ништа да учине и заједно са око три стотине сенатора су напустили Рим и отишли на Исток. Антоније је пак послао писмо у коме је објавио развод од Октавије. Њен брат је тада повукао нелегитимни, али успешан потез: Антонијев тестамент је узет из Вестиног храма и прочитан у сенату. Тако је постало општепознато да је сопственој деци поделио делове територије римске државе. Поред тога, његова последња воља била је да га сахране у Александрији поред Клеопатре. Октавијанова пропаганда успешно га је представила као посрнулог Римљанина, сада правог Оријенталца, верног само сопственим страстима и страној краљици уместо часне римске матроне Октавије. Када се пронела гласина да ће Антоније престоницу преселити у Александрију, представници италских градова су похрлили Октавијану тражећи од њега да их прими под свој патронат. Као заштитник Италије и западних провинција, Октавијан је ускратио Антонију конзулат за 31. годину и прогласио праведни рат против Клеопатре. Са друге стране, Антоније је имао уз себе конзуле и бројне сенаторе, али у његовом табору није било слоге ни заједничке идеје, а Клеопатрино присуство је ишло у прилог пропаганди противничке стране. Антоније је свој штаб утврдио у Патри, а флоту и главнину војске је разместио у Амбракијском заливу. Заповедник Октавијанове флоте Агрипа ипак је успео да заузме неколико градова у Грчкој, укључујући Патру, омогући искрцавање легионара и пресече Антонијево снабдевање. Антоније је разматрао могућност да се повуче на север и организује копнену битку у Македонији, али је, наводно по Клеопатрином предлогу, прихватио поморску битку код рта Акцијум 2. септембра 31. године. Било како било, Клеопатрини бродови су кренули у повлачење, а Антоније је кренуо за својом женом остављајући бојно поље. Октавијану је убрзо пришао део флоте, а недељу дана после битке и легије које Антоније није стигао ни да употреби. У лето 30. године уследио је коначни ударац: Октавијан је заузео Александрију, а Антоније, до кога је доспела лажна вест о Клеопатриној смрти, је извршио самоубиство. Пошто је постало јасно да Октавијан неће дозволити њеној деци да наследе власт у Египту и Клеопатра је извршила самоубиство. Октавијан је Египат претворио у римску провинцију посебног ранга.

## Епилог
Након што је заузео Египат, Октавијан је уклонио Цезариона и Антонијевог старијег сина из брака са Фулвијом, Марка Антонија Антила. Други Фулвијин син, Јул Антоније, као и троје Антонијеве и Клеопатрине деце, Октавијан је повео са собом у Рим. Клеопатрина и Антонијева деца су вођена у поворци угледних заробљеника током Октавијановог тријумфа, али су затим поверена на бригу Октавији. Октавијан, сада познатији као цар Август, пажљиво је припремао своје династичке рачунице. Антонијево потомство у сваком случају требало је да послужи интересима Августове политике. Клеопатра (VIII) Селена је удата за романизованог краља Мавретаније Јубу II 26. године и након тога се њена браћа више не помињу међу живима. Како је дошло до њиховог уклањања остаје непознаница. Могуће је да је томе допринео Ирод Велики, краљ Јудеје, приликом посете Риму 26. године. Што се Клеопатре тиче она је била енергична супруга и саветник благог Јубе и родила му је троје деце. Умрла је 6. године наше ере.
Јул Антоније је укључен у Августову политику тако што је 21. године ожењен са Клодијом Марцелом, Августовом сестричином. Међутим, доцније се прочуо као љубавник цареве једине ћерке Јулије. Август је протерао Јулију и њене љубавнике. Јулу је суђену за издају и натеран је на самоубиство. У браку са Клодијом имао је само једног сина, Луција.
Најдубљи траг у римској историји међу Антонијевим потомцима оставиле су његове две ћерке из брака са Октавијом. Антонија Старија је удата 26. или 25. године за конзула Луција Домиција Ахенобарба и постала је бака двоје касније злогласних унучића: царице Валерије Месалине и цара Нерона. Антонију Млађу Август је удао за свог посинка славног војсковођу Друза Старијег. У њиховом браку родили су се такође велики војсковођа Германик и будући цар Клаудије. Преко Германика, Антонија је постала бака Гају Калигули.
Марко Антоније је несумњиво био добар војсковођа и даровит политичар. Његову каријеру и личне карактеристике ипак су замаглили историчари из времена Царства попут Плутарха или Апијана из Александрије који су усвојили представу Антонија какву је створила Августова пропаганда. Укратко, Антоније је запамћен као сувише слаб на земаљска задовољства попут жена, коцке, вина, ласкања... Доцније ће га ове особине учинити романтичним и трагичним антијунаком. Најпознатија представа Антонија у уметности је свакако Шекспирова трагедија Антоније и Клеопатра.

## Бракови и деца
Антоније се женио пет пута. Преко својих ћерки био је предак римских царева Калигуле, Клаудија и Нерона.
1. Прва супруга била му је Фадија, ћерка слободњака. По Цицерону, Фадија му је родила неколико деце. Ништа се не зна о Фадији нити о њеној деци. Цицерон је једини антички извор који је спомиње.

1. Његова друга супруга Антонија Хибрида Млађа му је уједно била и рођака. Развели су се 47. п. н. е.
  - Антонија Прима

1. Трећа супруга била му је Фулвија.
  - Марко Антоније Антил
  - Јул Антоније

1. Четврта супруга била му је Октавија Млађа, сестра Октавијана Августа.
  - Антонија Старија (позната и као Јулија Антонија Старија), бака царице Валерије Месалине и цара Нерона
  - Антонија Млађа (позната и као Јулија Антонија Млађа), мајка цара Клаудија, бака цара Калигуле и царице Агрипине Млађе и прабака цара Нерона.

1. Пета супруга била му је египатска краљица Клеопатра VII.
  - Близанци Александар Хелије и Клеопатра Селена II
  - Птолемеј Филаделф